# Jonatan Lönnqvist
Karl Jonatan Lönnqvist, född 6 april 1979 i Landeryds församling, Östergötlands län, är en svensk operasångare (tenor) och sångpedagog.
Lönnqvist är utbildad vid Kungliga Musikhögskolan i Stockholm och vid Mannes College of Music i New York. Han har studerat sång för bland andra Sonny Peterson och Dan Marek.
Han debuterade 2007 vid Opera på Skäret där han gjorde karaktärsrollerna Torgny, Dalason och Kantor i Johan David Zanders och Carl Envallssons komiska 1700-talsopera Kronofogdarne eller Slåtterölet, en föreställning som prisades av recensenterna. Han har sedan dess återvänt till Skäret i flera olika roller, bland annat 2013 då han kreerade rollen som Il Tedesco i Alexander Niclassons bearbetning av Barberaren i Sevilla och 2019 då han gjorde rollen som Prästen i Trollflöjten. Han har även framträtt vid Brooklyn Repertory Opera, Läckö Slott samt under flera år varit verksam som operakorist vid bland annat Folkoperan, Malmö Opera och Kungliga Operan.
Bland stipendier han fått kan nämnas Anders Sandrews Stiftelse, Linköpings Kommuns Kulturstipendium, Landstinget i Östergötlands kulturstipendium och Fulbright Commission.
Vid VM i ishockey 2013 var han en av nio operasångare som valdes ut att framföra tävlande länders nationalsånger i Globen.
Han är bror till dirigenten Andreas Lönnqvist.